# Douglas Heyes
Douglas Howard Heyes (* 27. Oktober 1919 in Los Angeles, Kalifornien, USA; † 8. Februar 1993 in Beverly Hills, Kalifornien) war ein US-amerikanischer Drehbuchautor und Regisseur.

## Leben
Douglas Heyes war Sohn des Schauspielerehepaars Herbert Heyes und Mildred von Hollen.
Sein Fernsehdebüt hatte er 1953 in Folge 1x15 der Serie Your Jewellers Showcase für die er das Drehbuch schrieb und bei der er auch Regie führte. In der Serie Rin Tin Tin war er bereits in 44 Folgen in verschiedenen Funktionen am Drehbuch beteiligt und führte in 12 Folgen Regie. In Folge 1x22 war er 1955 das einzige Mal in seiner Karriere als Schauspieler zu sehen (in seiner anderen Rolle – 1961 in der Serie Twilight Zone – war er nur zu hören). Er war an Serien wie Maverick (Buch und Regie), 77 Sunset Strip (B/R), Twilight Zone (R), Die Leute von der Shiloh Ranch (B/R), Ein Sheriff in New York (B/R), Alias Smith und Jones (B/R) oder Magnum (R) beteiligt; die Serien Ohne Furcht und Sattel und Die Küste der Ganoven entstanden nach seinen Ideen. Die beiden ersten Staffeln von Fackeln im Sturm wurden von ihm für das Fernsehen entwickelt. Für die Miniserien Der Preis der Macht, Aspen und Victor Charlie ruft Lima Sierra schrieb er das Drehbuch.
Ab 1954 schrieb das Drehbuch für mehrere Spielfilme wie Battle of Rogue River, Gangster, Spieler und ein Sheriff oder später Eisstation Zebra. Bei den Filmen Das Mädchen mit der Peitsche und Drei Fremdenlegionäre führte er auch Regie. Von dem Fernsehfilm The Lonely Profession aus dem Jahre 1969, bei dem er das Buch schrieb und Regie führte, heißt es, es sei eine Verfilmung seines Romans The 12th of Never.
Douglas Heyes veröffentlichte drei Romane.
Er war bis zu seinem Tod mit der Schauspielerin Joanna Heyes verheiratet. Zusammen haben sie zwei Söhne, Mark und Doug Heyes junior, ein Schauspieler und Drehbuchautor.

## Filmografie (Auswahl)

### Drehbuchautor
- 1953: Your Jewellers Showcase (Fernsehserie, eine Folge)
- 1954: Battle of Rogue River
- 1954: Gangster, Spieler und ein Sheriff (Masterson of Kansas)
- 1954–1956: Rin Tin Tin (The Adventures of Rin Tin Tin, Fernsehserie, 44 Folgen)
- 1956–1957: Tales of the 77th Bengal Lancers (Fernsehserie, 9 Folgen)
- 1957: Dezernat M (M Squad, Fernsehserie, Folge 1x02)
- 1957–1959: Maverick (Fernsehserie, 11 Folgen)
- 1958: 77 Sunset Strip (Fernsehserie, Folge 1x02)
- 1959: Am Fuß der blauen Berge (Laramie, Fernsehserie, Folge 1x05)
- 1960: Startime (Fernsehserie, Folge 1x22)
- 1960: Outlaws (Fernsehserie, Folge 1x04)
- 1962: Die Leute von der Shiloh Ranch (The Virginian, Fernsehserie, Folge 1x10)
- 1964: Das Mädchen mit der Peitsche (Kitten with a Whip)
- 1966: Drei Fremdenlegionäre (Beau Geste)
- 1968: Eisstation Zebra (Ice Station Zebra)
- 1969: The Lonely Profession (Fernsehfilm)
- 1969–1972: The Bold Ones: The Lawyers (Fernsehserie, 4 Folgen)
- 1970–1973: Ein Sheriff in New York (McCloud, Fernsehserie, 3 Folgen)
- 1971: Alias Smith und Jones (Alias Smith and Jones, Fernsehserie, Folge 1x01)
- 1971: Ohne Furcht und Sattel (Bearcats!, Fernsehserie, Folge 1x00)
- 1975: Die Küste der Ganoven (Barbary Coast, Fernsehserie, 2 Folgen)
- 1976: Der Preis der Macht (Captains and the Kings, Miniserie, 8 Folgen)
- 1977: Aspen (Miniserie, 3 Folgen)
- 1979: Victor Charlie ruft Lima Sierra (The French Atlantic Affair, Miniserie, 3 Folgen)
- 1985: Fackeln im Sturm (North and South, Fernsehserie, 2 Folgen)
- 1987: Highwayman (Fernsehserie, Folge 1x00)

### Regisseur
- 1953: Your Jewellers Showcase (Fernsehserie, 2 Folgen)
- 1954–1956: Rin Tin Tin (The Adventures of Rin Tin Tin, Fernsehserie, 12 Folgen)
- 1956–1957: Tales of the 77th Bengal Lancers (Fernsehserie, 6 Folgen)
- 1957: Colt .45 (Fernsehserie, 2 Folgen)
- 1957–1959: Maverick (Fernsehserie, 13 Folgen)
- 1958: 77 Sunset Strip (Fernsehserie, Folge 1x02)
- 1958: Gnadenlose Stadt (Naked City, Fernsehserie, 3 Folgen)
- 1959: Am Fuß der blauen Berge (Laramie, Fernsehserie, Folge 1x05)
- 1959: Law of the Plainsman (Fernsehserie, Folge 1x01)
- 1959–1961: Twilight Zone (Fernsehserie, 9 Folgen)
- 1960: Outlaws (Fernsehserie, Folge 1x04)
- 1962: Die Leute von der Shiloh Ranch (The Virginian, Fernsehserie, Folge 1x10)
- 1964: Das Mädchen mit der Peitsche (Kitten with a Whip)
- 1966: Drei Fremdenlegionäre (Beau Geste)
- 1969: The Lonely Profession (Fernsehfilm)
- 1969–1972: The Bold Ones: The Lawyers (Fernsehserie, 4 Folgen)
- 1970–1973: Ein Sheriff in New York (McCloud, Fernsehserie, 2 Folgen)
- 1971: Alias Smith und Jones (Alias Smith and Jones, Fernsehserie, Folge 1x14)
- 1971: Ohne Furcht und Sattel (Bearcats!, Fernsehserie, Folge 1x00)
- 1975: Die Zwei mit dem Dreh (Switch, Fernsehserie, Folge 1x02)
- 1976: Der Preis der Macht (Captains and the Kings, Fernsehserie, 5 Folgen)
- 1977: Aspen (Fernsehserie, 3 Folgen)
- 1979: Victor Charlie ruft Lima Sierra (The French Atlantic Affair, Miniserie, 3 Folgen)
- 1985: Magnum (Magnum, P.I., Fernsehserie, Folge 6x04)
- 1986: Hunter (Fernsehserie, 2 Folgen)
- 1987: Highwayman (Fernsehserie, Folge 1x00)

## Auszeichnungen
Douglas Heyes war zweimal für den WGA Award nominiert: 1957 für Rin Tin Tin und 1958 für Maverick.
Für seinen Roman The Kill war er 1986 für den Shamus Award in der Kategorie Best Original P.I. Paperback nominiert.

## Romane
- The Kiss-off. Simon & Schuster, New York 1951, LCCN 51-011261 (englisch).
- The 12th of Never. Random House, New York 1963, LCCN 63-015036 (englisch).
- The Kill. Ballantine Books, New York 1985, ISBN 978-0-345-32501-3 (englisch).